# Tauren Wells
Tauren Gabriel Wells es un artista de pop y rock cristiano estadounidense y exlíder de la banda de pop rock cristiano estadounidense Royal Tailor, que produjo dos álbumes durante una carrera de cinco años, obteniendo dos nominaciones al Grammy y un premio al Nuevo Artista del Año otorgado por Gospel Music Association Dove Awards. En el 2014, Wells, junto con su esposa, lanzó la Prisma Worship Arts School, una academia de música privada con múltiples ubicaciones en el área de Houston.

## Historia de música
Wells fue miembro fundador de Royal Tailor junto con DJ Cox y Blake Hubbard mientras asistían a Indiana Bible College. Jarrod Ingram se unió más tarde. En el 2011, Royal Tailor lanzó su álbum de primer año, "Black & White", que recibió una nominación en los 54 Premios Grammy al Mejor Álbum de Música Cristiana Contemporánea. El álbum alcanzó el puesto número 190 en el Billboard 200, el número 6 en los álbumes cristianos de EE. UU. Y el número 13 en los álbumes independientes de EE. UU. En 2013, lanzaron su álbum homónimo que incluía "Ready Set Go" (con Capital Kings) como su sencillo. El álbum alcanzó el No. 95 en el Billboard 200, el No. 3 de los álbumes cristianos de los EE. UU. Y el No. 17 del álbum independiente de los EE. UU. El grupo se disolvió en 2015 cuando Wells comenzó su carrera en solitario.
En 2016 Wells firmó con Provident Label Group - Reunion Records como solista, Wells lanzó su primer sencillo, "Undefeated", el 1 de julio del 2016. Marcó un cambio distinto desde el brillante sonido pop rock de Royal Tailor a uno que Confió más en las influencias electrónicas. También contó con el rapero KB de Reach Records y sirvió como la banda sonora del episodio "World Records Edition" de Dude Perfect en YouTube, que obtuvo más de 14 millones de visitas en solo tres semanas. Wells lanzó su segundo sencillo en solitario, "Love Is Action", en agosto de 2016, y su primer EP en solitario, Undefeated EP, el 12 de septiembre de 2016. "Love Is Action" fue el No. 1 en la radio Christian Hot AC/CHR por nueve semanas.
En enero del 2017, Wells lanzó el sencillo, "Hills and Valleys", que alcanzó el número 8 en el chart Christian Airplay y el No. 3 en el chart Hot Christians Songs. El álbum "Hills and Valleys" fue lanzado digitalmente el 23 de junio y físicamente el 21 de julio. El cuarto sencillo "When We Pray" fue lanzado el 20 de octubre de 2017 y alcanzó la posición número 7. Junto a Crowder, lanzó un sencillo titulado "All My Hope. Este, alcanzó el puesto número 3 en el chart Christians Songs y el número 1 en la lista de Christian Airplay, convirtiéndose en su primer número uno.
En el 2018, Wells recibió fue nominado a los premios Grammy a Mejor Interpretación Cristiana Contemporánea/Canción y Álbum Cristiano Contemporáneo del Año. El quinto sencillo "Known" fue lanzado el 23 de junio de 2018. La canción alcanzó el puesto número 3 en el chart Hot Christians Songs en Estados Unidos, convirtiéndose en su cuarto Top 10 sencillo de esa lista. Fue un gran éxito en la radio cristiana, llegando al número uno en múltiples listas, incluidas Christian Airplay y Christian AC Songs. Fue nominado para el Premio Grammy 2019 a la Mejor Interpretación / Canción de Música Cristiana Contemporánea.

## Vida personal
Wells está casado y junto a su esposa, tiene cuatro hijos. Wells actualmente es pastor asociado a la Iglesia Lakewood de Joel Osteen. Wells y su esposa comenzaron en the Prisma Worship Arts School, para entrenar a músicos. A través de la escuela, Prisma ofrece entrenamiento privado en piano, tambores, guitarra, graves, voz, violín, viola, y violonchelo.

## Discografía

### Álbumes de estudio
| Título            | Detalles del Álbum                                                                         | Posición del álbum |
| Título            | Detalles del Álbum                                                                         | US Christ          |
| ----------------- | ------------------------------------------------------------------------------------------ | ------------------ |
| Hills and Valleys | - Lanzamiento: 23 de junio de 2017 - Discográfica: Reunion Records - Formato: CD, descarga | 5                  |

EPs
| Título        | Detalles del Álbum                                                                                           | Posición del álbum |
| Título        | Detalles del Álbum                                                                                           | US Christ          |
| ------------- | --- | ------------------ |
| Undefeated EP | - Lanzamiento: 12 de septiembre del 2016 - Discográfica: Reunion Records - Formato: CD, descarga, Streaming  | 33                 |
| Conocido EP   | - Lanzamiento: 8 de marzo de 2019 - Discográfica: Reunion Records - Formato: CD, descarga digital, Streaming |                    |

### Sencillos
| Año  | Sencillo                          | Listas de posicionamientos | Listas de posicionamientos | Listas de posicionamientos | Álbum             |
| Año  | Sencillo                          | USChrist                   | Christ Airplay             | US Christ AC               | Álbum             |
| ---- | --------------------------------- | -------------------------- | -------------------------- | -------------------------- | ----------------- |
| 2016 | "Undefeated"                      | —                          | —                          | —                          | Hills and Valleys |
| 2016 | "Love Is Action"                  | 49                         | 30                         | —                          | Hills and Valleys |
| 2017 | "Hills and Valleys"               | 3                          | 8                          | 12                         | Hills and Valleys |
| 2017 | "When We Pray"                    | 7                          | 2                          | 2                          | Hills and Valleys |
| 2018 | "Known"                           | 3                          | 1                          | 1                          | Hills and Valleys |
| 2020 | "Tu Poder" con Christine D'Clario |                            |                            |                            |                   |

### Como artista invitado
| "All My Hope" (Crowder featuring Tauren Wells)         | 2017 | 3  | 1  |
| "War Cry" (Social Club Misfits featuring Tauren Wells) | 2018 | 32 | 27 |
| "Echo" (Elevation Worship featuring Tauren Wells)      | 2018 | 34 | 11 |
| "Eco" (Elevation Worship featuring Tauren Wells)       | 2019 | —  | —  |

## Premios y nominaciones
GMA Dove Awards
| Año  | Obra evaluada                          | Premio                                   | Resultado |
| ---- | -------------------------------------- | ---------------------------------------- | --------- |
| 2012 | Royal Tailor (como exlíder)            | Nuevo Artista del Año                    | Nominado  |
| 2018 | Él mismo / Provident Label Group       | Nuevo Artista del Año                    | Ganó      |
| 2018 | Él mismo / Provident Label Group       | Artista cristiano contemporáneo del año  | Ganó      |
| 2018 | Hills and Valleys                      | Álbum pop / contemporáneo del año        | Ganó      |
| 2018 | “War Cry (junto a Social Club Misfist) | Canción grabada de Rap / Hip Hop del Año | Ganó      |

Premios Grammy
| Año  | Candidato                        | Premio                                                           | Resultado |
| ---- | -------------------------------- | ---------------------------------------------------------------- | --------- |
| 2011 | Black & White (con Royal Tailor) | Álbum de música cristiana contemporánea                          | Nominado  |
| 2014 | Royal Tailor (con Royal Tailor)  | Álbum de música cristiana contemporánea                          | Nominado  |
| 2017 | "Hills and Valleys"              | Mejor interpretación de música cristiana contemporánea / canción | Nominado  |
| 2017 | Hills and Valleys                | Álbum de música cristiana contemporánea                          | Nominado  |
| 2018 | "Known"                          | Mejor interpretación de música cristiana contemporánea / canción | Nominado  |
| 2019 | "God's Not Done With You"        | Mejor interpretación de música cristiana contemporánea / canción | Nominado  |